# Campionat de França d'hoquei sobre patins femení
El Campionat de França d'hoquei sobre patins femení (en francès: Championnat de France féminin de rink hockey), denominat National 1 Féminine, és una competició esportiva de clubs francesos d'hoquei sobre patins, creat la temporada 1995-96. De caràcter anual està organitzada per la Federació francesa d'hoquei sobre patins. Hi participen set equips que disputen el torneig en format de lligueta a dues voltes. L'equip amb més punts al final de la competició és considerat campió de França d'hoquei sobre patins. Els tres primers classificats de la competició participen a la Copa d'Europa d'hoquei sobre patins femenina de la temporada següent.
El dominador de la competició és l'Union Sportive Coutras Rink Hockey amb onze títols.

## Historial
| En negreta = Equip guanyador (1) = Nombre de campionats Nota: Noms dels equips segons l'època |

| Edició | Temporada | Campió                | Subcampió         | refs  |
| ------ | --------- | --------------------- | ----------------- | ----- |
| I      | 1995-96   | ASPTT Bordeaux (1)    | RSC Wasquehal     |       |
| II     | 1996-97   | RSC Wasquehal (1)     | ASPTT Bordeaux    |       |
| III    | 1997-98   | ASPTT Bordeaux (2)    | SA Mérignac       |       |
| IV     | 1998-99   | ASPTT Bordeaux (3)    | US Villejuif      |       |
| V      | 1999-00   | CR Aquitaine (1)      | US Villejuif      |       |
| VI     | 2000-01   | US Coutras (1)        | US Villejuif      |       |
| VII    | 2001-02   | CD Seine St Denis (1) | US Coutras        |       |
| VIII   | 2002-03   | CS Noisy-le-Grand (1) | US Coutras        |       |
| IX     | 2003-04   | US Coutras (2)        | CS Noisy-le-Grand |       |
| X      | 2004-05   | CS Noisy-le-Grand (2) | US Coutras        |       |
| XI     | 2005-06   | CS Noisy-le-Grand (3) | US Coutras        |       |
| XII    | 2006-07   | CS Noisy-le-Grand (4) | US Coutras        |       |
| XIII   | 2007-08   | CS Noisy-le-Grand (5) | US Coutras        |       |
| XIV    | 2008-09   | US Coutras (3)        | CS Noisy-le-Grand |       |
| XV     | 2009-10   | CS Noisy-le-Grand (6) | US Coutras        |       |
| XVI    | 2010-11   | US Coutras (4)        | CS Noisy-le-Grand | [ 2 ] |
| XVII   | 2011-12   | US Coutras (5)        | CS Noisy-le-Grand | [ 2 ] |
| XVIII  | 2012-13   | US Coutras (6)        | CS Noisy-le-Grand | [ 2 ] |
| XIX    | 2013-14   | CS Noisy-le-Grand (7) | US Coutras        |       |
| XX     | 2014-15   | US Coutras (7)        | CS Noisy-le-Grand |       |
| XXI    | 2015-16   | US Coutras (8)        | SA Mérignac       |       |
| XXII   | 2016-17   | US Coutras (9)        | CS Noisy-le-Grand |       |
| XXIII  | 2017-18   | US Coutras (10)       | SA Mérignac       |       |
| XXIV   | 2018-19   | US Coutras (11)       | SA Mérignac       |       |
| XXV    | 2019-20   |                       |                   |       |
| XXVI   | 2020-21   |                       |                   |       |